# Apšuciems
Apšuciems ist eine lettische Ortschaft im Bezirk Tukums ca. 60 km nordwestlich von Riga.

## Kultur und Sehenswürdigkeiten
Sehenswert ist u. a. die Schule von 1912, die die Gemeinde Engure vor einiger Zeit wegen Schülermangels schließen musste. Das unmittelbar am Meer gelegene Gebäude wurde kürzlich von Grund auf saniert und ist nun für private Veranstaltungen zu mieten. Des Weiteren ist die im Wald von Apšuciems gelegene sogenannte Künstlersiedlung („Mākslinieku ciemats“) sehenswert, die zur Zeit der Besatzung Lettlands durch die Sowjetunion entstand. Die Siedlung wurde „in honorem“ Richard Wagner gegründet, der von 1837 bis 1839 Kapellmeister in Riga war, und in den Sommermonaten häufig an den malerischen Strand von Apšuciems  hinausgefahren sein soll.  Die ehemalige Kreisstadt Tukums erwog aus diesem Grund, dem berühmten Komponisten ein Denkmal in dieser Siedlung zu setzen.  Die Siedlung, die heute nur noch teilweise bewohnt ist, diente zur Besatzungszeit namhaften lettischen Komponisten und bildenden Künstlern als Rückzugsort zur kreativen Arbeit. In der Siedlung befindet sich zudem ein kleiner Konzertsaal mit Orgel, der im Sommer Besucher zu Konzerten lockt. Hier hat bereits der international bekannte lettische Bassbariton Egils Siliņš konzertiert. Darüber hinaus werden jährlich in den Sommermonaten Installationen von bildenden Künstlern aus der Region Tukums auf dem Dach der Bushaltestelle Apšuciems  vorgenommen. Sehenswert sind außerdem die Wandmalereien im Hotel „Villa Anna“, die bei Bauarbeiten im Jahre 2005 freigelegt wurden und nun im Speisesaal zu besichtigen sind.

## Sonstiges
Während des Zweiten Weltkriegs befand sich 1942 und 1943 in der Schule von Apšuciems (1941–1944 auch dt. Espenhof) das Hauptquartier der deutschen Wehrmacht in Lettland (Befehlshaber Generalleutnant Schloen). Dieses wurde nach Kompetenzstreitigkeiten mit dem Reichskommissariat Ostland von Riga hierher verlegt.